# Calcan mare
Calcanul mare (Scophthalmus maximus) este o specie de pește din familia Scophthalmidae. Este un pește bentonic, care populează atât apele sărate, cât și cele salmastre ale Atlanticului de Nord, ale mărilor Baltică, Mediterană și Neagră.

## Etimologie
Denumirea acestui pește  provine din limba turcă, făcând aluzie la forma sa, și înseamnă „scut”.
Prin Muntenia este numit și balâc.

## Descriere
Calcanul este un pește mare, cu ochii pe partea stângă a corpului, care poate fi găsit în apropiere de țărm pe fundul nisipos al apelor puțin adânci ale Mărilor Baltică, Mediteraneană, Neagră și ale Atlanticului de Nord. Acest pește are un corp asimetric de forma discului și poate atinge greutatea de 25 kg și lungimea de 1 m.

## În piscicultură și alimentație
Calcanul mare este foarte apreciat în arta culinară datorită gustului său delicat. Este o specie comercială de valoare, fiind obținut prin acvacultură și traulare. Este crescut în Bulgaria, Franța, Spania, Portugalia, Turcia, Chile, Norvegia, China, precum și în România.  Are carnea foarte albă, care își păstrează acest aspect și după gătire. Ca toți calcanii, prezintă patru fileuri, cu porții mai cărnoase în partea superioară, care pot fi prăjite, coapte la cuptor, pregătite în abur sau în apă încălzită până sub temperatura de fierbere.

## Războiul Calcanului
În martie și aprilie 1995 între Canada și Spania a avut loc un conflict pentru drepturi de pescuit cunoscut drept Războiul Calcanului  (engl. Turbot War) sau Războiul Cambulei (sp. Guerra del flétan). Subiectul acestui conflict a fost pescuitul calcanilor în zona Marelui Banc al Terranovei, situat la intersecția zonei economice exclusive a Canadei și a apelor internaționale. Pe 9 martie funcționari de la Canadian Fisheries Patrol au urcat la bordul traulerului spaniol Estia, au arestat echipajul, și au escortat nava la St. John's, Newfoundland. Conflictul a fost în cele din urmă rezolvat prin negocieri și traulerul a revenit la proprietari.

## Calcanul de Marea Neagră
Calcanul de Marea Neagră poate crește până la 45 cm lungime. Statutul său taxonomic este controversat. În literatura de specialitate este considerat fie o specie aparte (Scaphthalmus maeoticus), fie o subspecie a calcanului mare (Scaphthalmus maximus maeoticus).